# Michail Bezverchni
Michail Lvovitsj Bezverchni (Russisch: Михаил Львович Безверхний)  (Leningrad, 27 juli 1947) is een Russisch violist en kunstschilder.
Als violist heeft hij een grote carrière gemaakt, maakte hij vele tournees en was hij laureaat en prijswinnaar van verschillende internationale concoursen. In 1976 won hij de eerste prijs tijdens de Koningin Elisabethwedstrijd voor viool, Grand Prix Reine Elisabeth, te Brussel. Deze zeer prestigieuze toekenning markeerde wel het tijdperk waarin hij vrij was te reizen buiten de Sovjet-Unie (USSR). Hoewel hij binnen de USSR vele concertreizen en opnames maakte werd het hem vanaf 1978 voor lange tijd belet in en uit het westen te reizen.

## Emigratie naar België
Na de val van de Berlijnse Muur in 1990 heeft hij zich definitief in België gevestigd. Hij werd docent aan de conservatoria van Antwerpen en Gent. Naast de vele opnames die hij onder meer heeft gemaakt voor Melodya en Deutsche Grammophon, heeft Michail Bezverchni ook zijn sporen verdiend als dirigent, acteur, dichter en als componist van onder andere filmmuziek. Zijn Suite Gambrinus won de eerste prijs van de muziek tijdens het internationale filmfestival van Valence (Frankrijk) in 1992.
Als kunstschilder heeft hij vanaf 1976 tot 1990 een 14-jarige kunstvakopleiding genoten bij Vladimir Rajkov, leerling van Robert Falk. Lange tijd na zijn vestiging in België keerde hij uiteindelijk in 2007 terug naar de schilderkunst. Meer dan 30 van zijn werken bevinden zich inmiddels in privécollecties in België, Duitsland, Frankrijk, Portugal, Rusland, Wit-Rusland, Tsjechië, Monaco, Israël, Majorca en Vaticaanstad. Sinds zijn pensionering in 2012 speelt hij regelmatig als straatmuzikant te Gent.

## Protest tegen het Gentse stadsbestuur
Bezverchni protesteerde in 2019 meer dan negen maanden tegen de plannen van het Gentse stadsbestuur om van de Sint-Annakerk in Gent een Delhaize supermarkt te maken. Ook Sigiswald Kuijken kwam hem daarbij steunen. Toen het in oktober 2019 duidelijk werd dat hij de strijd zou verliezen, plaatste hij op vele plaatsen in Gent bordjes met de tekst Barbaren komen, maar schapen zwijgen. Gentenaars, jullie verloren uw vechtgeest. Ik stop. Mikhail..
- Bibliothèque nationale de France: cb14030882q (data)
- Gemeinsame Normdatei: 1145913814
- International Standard Name Identifier: 0000 0000 5228 7307
- Library of Congress Control Number: nr95006862
- Nationale Bibliotheek van Letland: 000207586
- MusicBrainz: f188827b-6807-49f7-8328-6cb700bdf351
- Nederlandse Thesaurus van Auteursnamen: 327574828
- Virtual International Authority File: 7587899
- WorldCat: E39PBJm9gghBqTPjKwYbtfyGHC